# Ctenochira rubranator
Ctenochira rubranator là một loài tò vò trong họ Ichneumonidae.